# Mastira nicobarensis
Mastira nicobarensis är en spindelart som först beskrevs av Benoy Krishna Tikader 1980.  Mastira nicobarensis ingår i släktet Mastira och familjen krabbspindlar.
Artens utbredningsområde är Nicobarerna. Inga underarter finns listade i Catalogue of Life.